# Prototocyon
Prototocyon — вимерлий рід дрібних всеїдних псових, що жив у пізньому пліоцені та ранньому плейстоцені.

## Опис
У Prototocyon були невеликі ікла й за загальною морфологією Prototocyon схожий на вухату лисицю, від якої відрізняється передусім примітивним зубним рядом.

## Знахідки
Викопні рештки P. curvipalatus були знайдені з раннього плейстоценового горизонту Верхнього Сіваліка на пагорбах Сівалік, Індія. У районі ущелини Олдувай у Танзанії знайдено скам'янілості P. recki.